# Pui Rodon
El Pui Rodon és una muntanya de 1.533 metres que es troba entre els municipis de les Valls d'Aguilar i de Montferrer i Castellbò, a la comarca de l'Alt Urgell.